# Odontria rufescens
Odontria rufescens är en skalbaggsart som beskrevs av Given 1952. Odontria rufescens ingår i släktet Odontria och familjen Melolonthidae. Inga underarter finns listade i Catalogue of Life.